# Auguste Reymond
Auguste Reymond SA è una casa orologiera svizzera.

## Storia

### Dalla fondazione all'acquisto da parte di ASUAG (1898-1930)
Auguste Reymond fonda ARSA (Auguste Reymond Societé Anonyme) a Tramelan nel 1898.
Nel 1906 acquista la Val de Joux, azienda produttrice di movimenti, che vende nel 1910 (e che nel 1929 assumerà il nome di Valjoux).
Già nel 1910 ARSA fabbrica conta più di 100 dipendenti e nel 1926 acquista Unitas, azienda produttrice di calibri con sede a Tramelan ed esistente ancora oggi nel gruppo ETA e deputata alla realizzazione dei movimenti a carica manuale.
Nel 1932 ARSA viene acquistata da ASUAG (Allgemeine Gesellschaft der Schweizerischen Uhrenindustrie), un consorzio d’aziende del settore nato l’anno prima e vitale per la sopravvivenza di molte maestranze al suo interno. Al momento dell’ingresso in questa realtà, la Maison viene scorporata in ARSA, per la produzione di orologi, e Unitas, per la realizzazione di movimenti. Anche dopo l’ingresso in ASUAG, un accordo commerciale fece sì che Unitas continui a produrre movimenti esclusivi per Auguste Reymond. Per lungo periodo ancora è possibile vedere alcuni orologi ARSA che recano sul quadrante, oltre al marchio, anche la scritta Unitas.

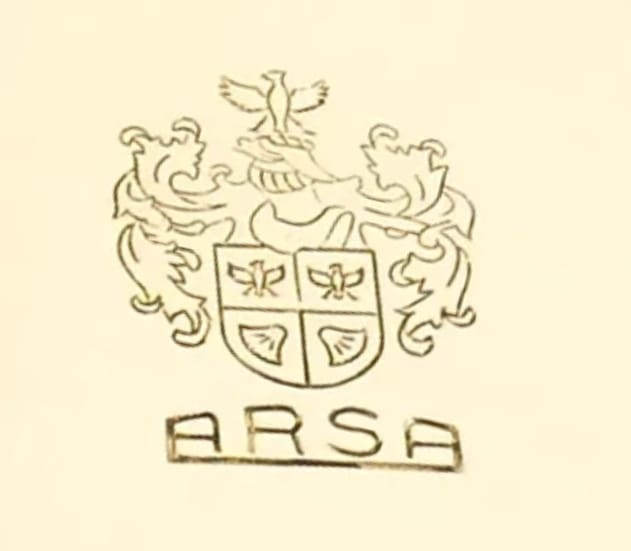
Logo ARSA inciso su un fondello in oro. Anni '40.

Con gli anni ’30 la casa inizia a produrre complicazioni come cronografi, fasi lunari e sveglie.

### 1940-1960
Da fine anni ’40 arrivano anche i primi automatici e, contestualmente, anche le complicazioni come le fasi lunari. Negli anni ’50 l’azienda diventa famosa per la produzione di salterelli e di orologi Braille, caratterizzati da un vetro sollevabile che consente alle persone non vedenti di toccare il quadrante, che presenta appositi rilievi, per conoscere l’orario. Nello stesso periodo si affermano, seguendo la moda dell’epoca, anche gli svegliarini, quello di casa ARSA prende il nome di Alertic, dalla denominazione del movimento che monta, il famoso e robusto Adolf Schild calibro 1475.

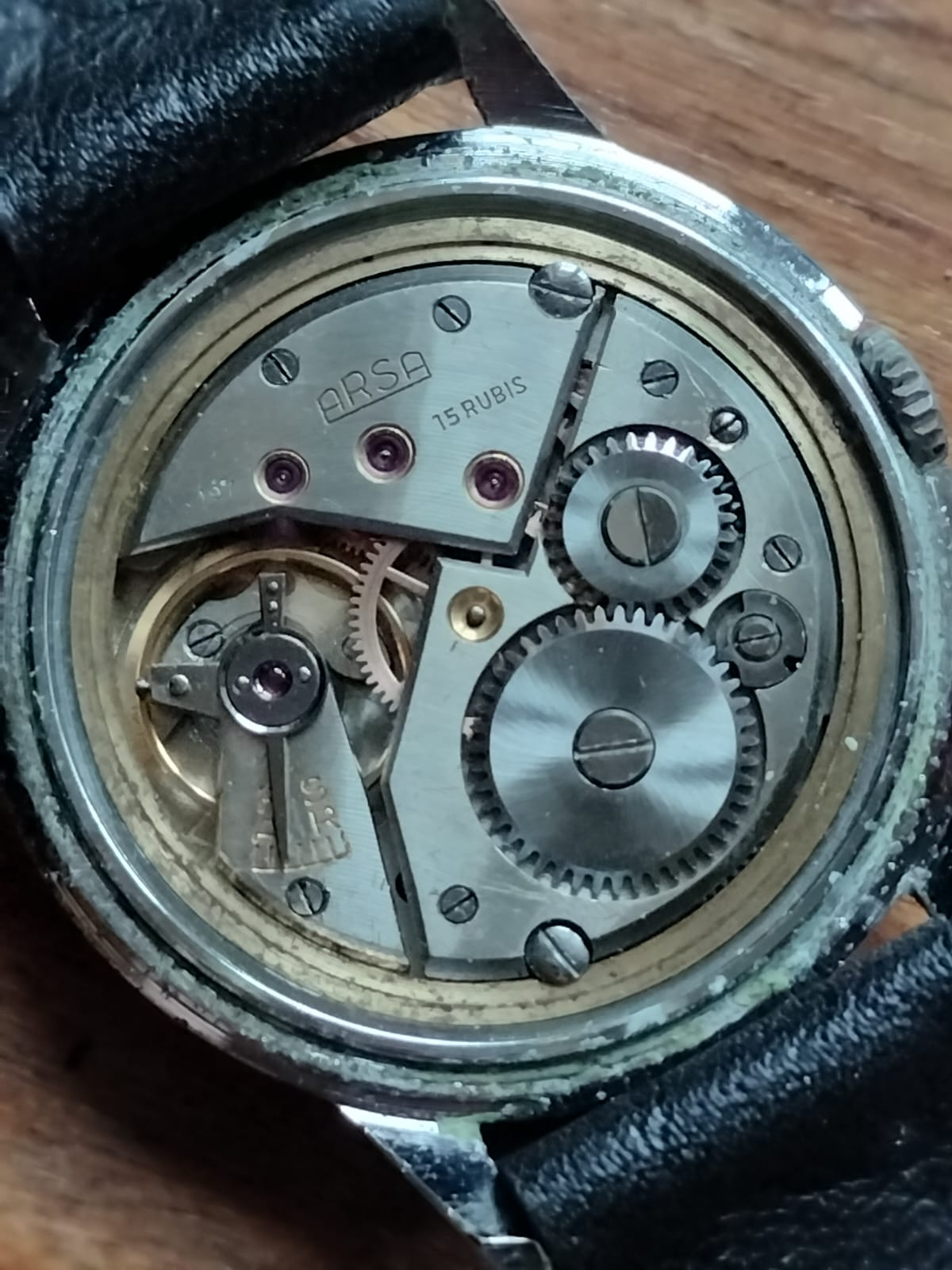
Movimento a carica manuale ARSA 197 realizzato da UNITAS

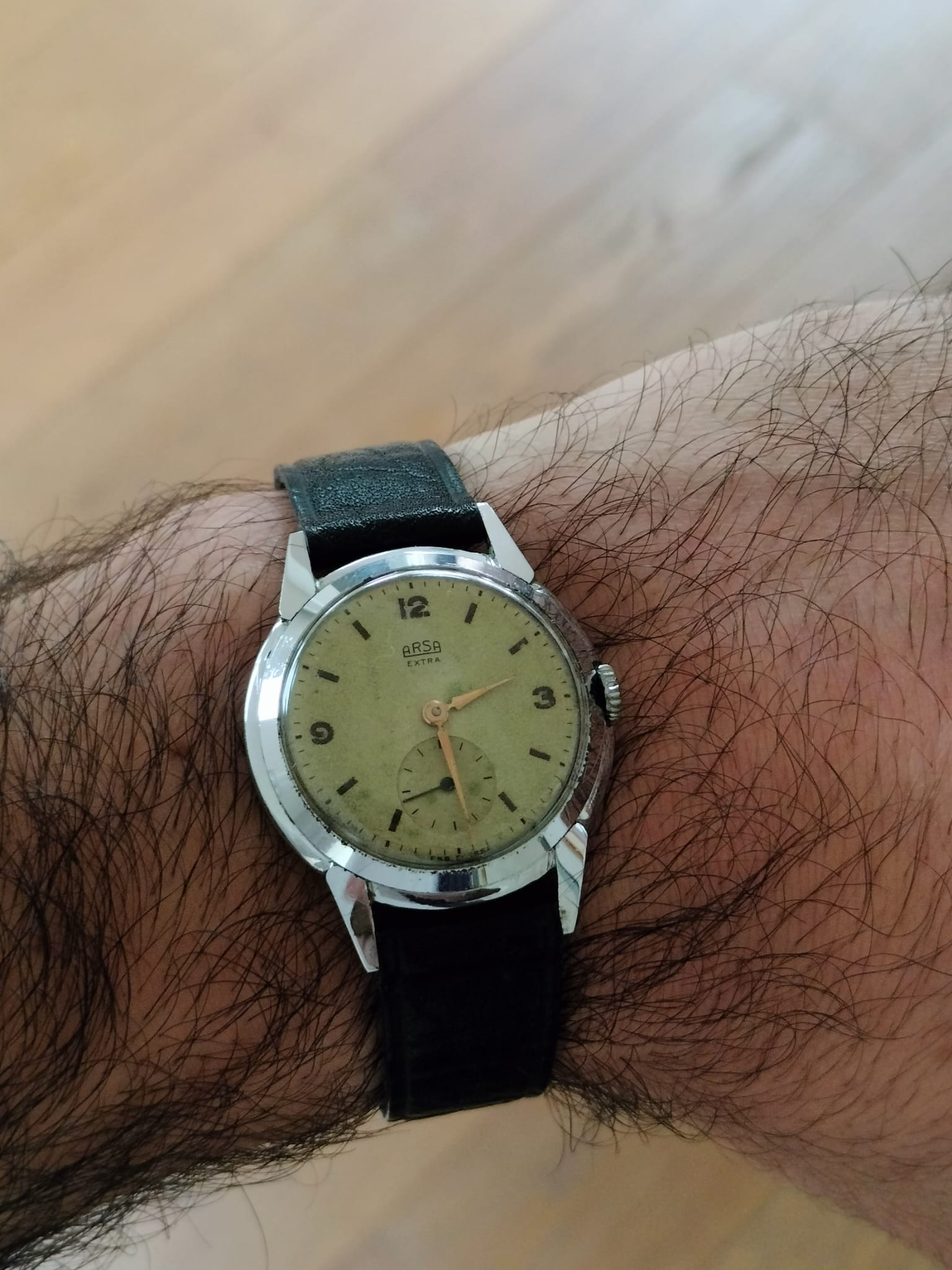
ARSA Extra a carica manuale ref. 15150, anni '60 circa

### 1970-1990
Negli anni ’70 la collezione si arricchisce anche dei primi quarzo. Il periodo è stato di grande difficoltà per la casa, la quale venne rilanciata nel decennio successivo.

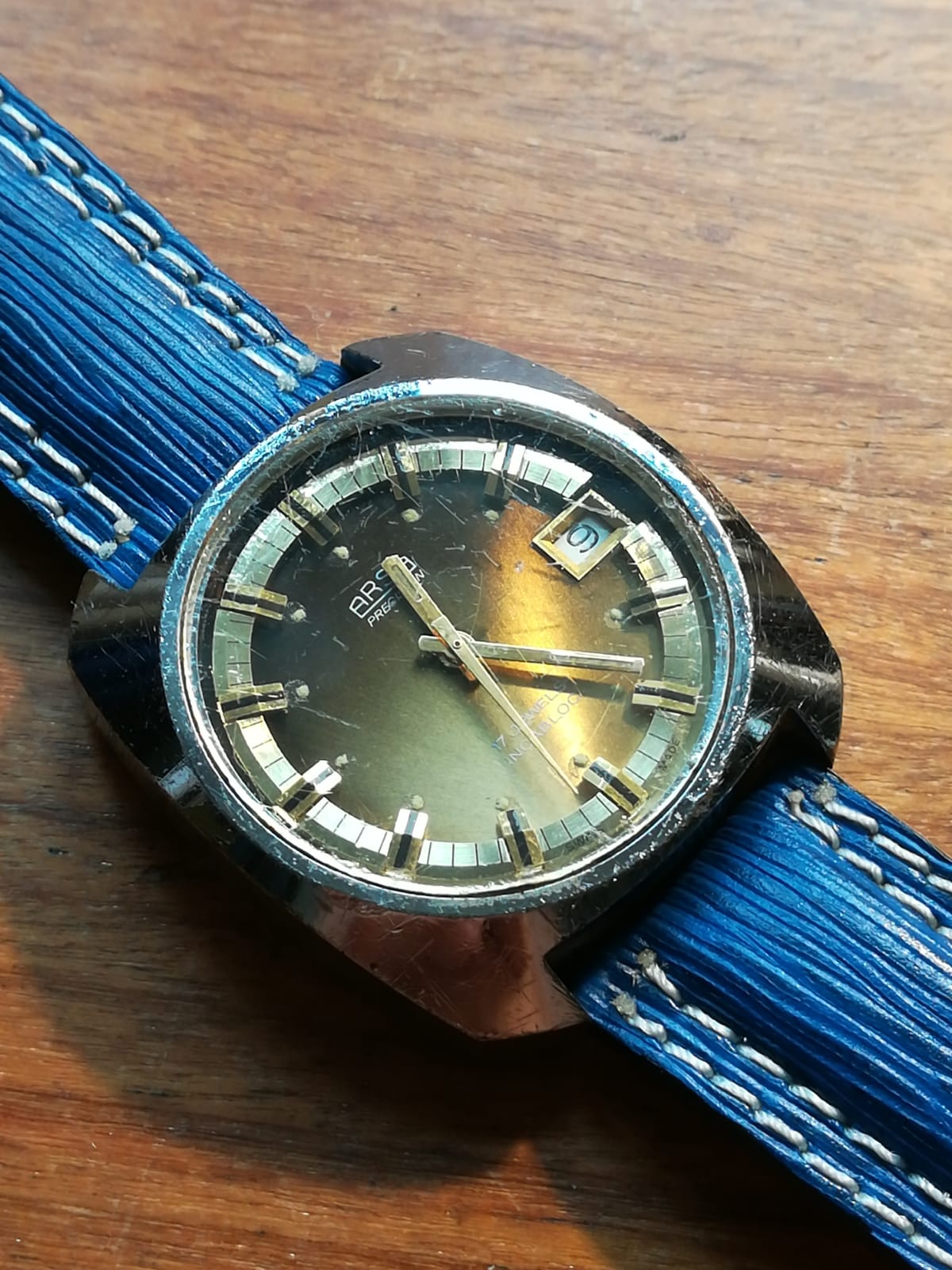
ARSA Precision a carica manuale ref. 58029, anni '70 circa

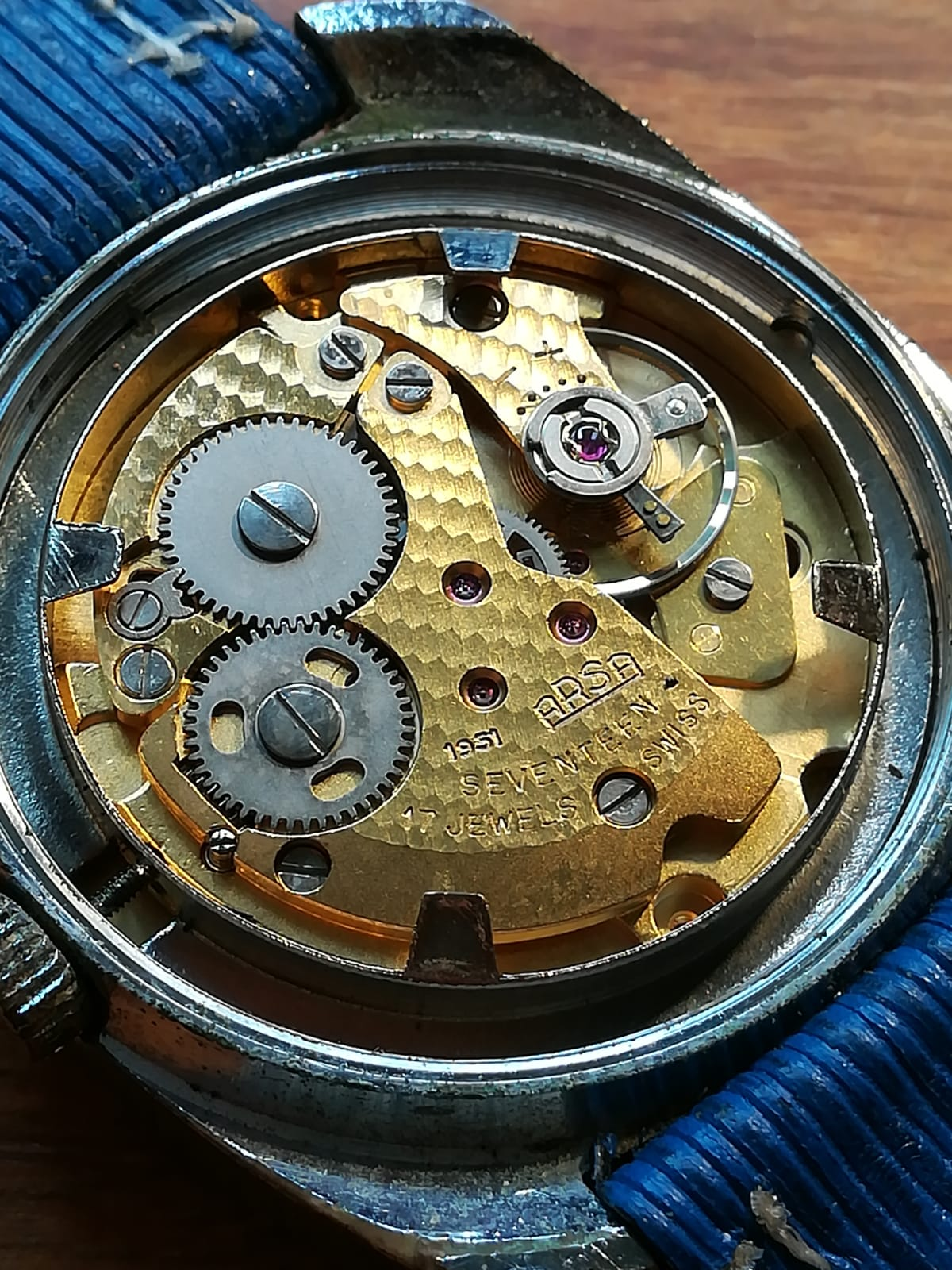
Movimento a carica manuale ARSA 1951, realizzato da AS

Agli inizi degli anni ’80 si iniziò ad utilizzare il marchio A. Reymond, mentre il nome completo Auguste Reymond viene registrato per la prima volta nel 1989.

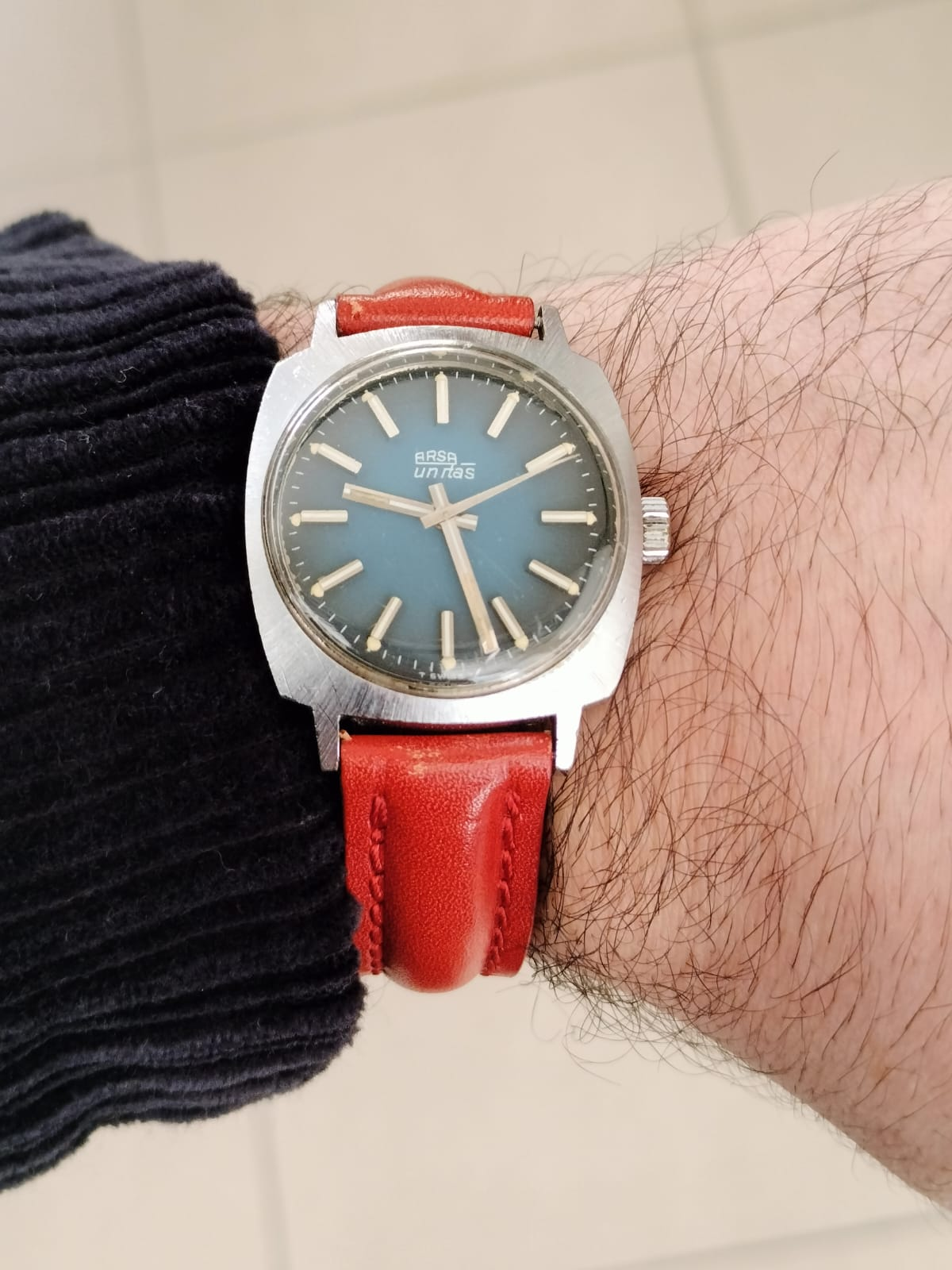
ARSA Unitas a carica manuale con cassa a cuscino e quadrante degradé, anni '70 circa

Nel 1984, il gruppo SMH, nato l'anno precedente dalla fusione tra ASUAG e SSIH (quest'ultima holding di Omega e Tissot), vende il marchio ARSA su espressa volontà di Nicolas G. Hayek, incaricato di cedere le aziende con minor potenziale da quelle derivanti dalla fusione delle due holding.
Nel corso degli anni Novanta si affermano collezioni in produzione ancora oggi, come il Cotton Club, il Boogie, il Jazz Age, e il Magellan. Le collezioni da donna sono la Diva e la Cleo. Esistono anche orologi unisex come nella linea Charleston.

### Il Nuovo Millennio
Nel 2016 viene presentato sul mercato il modulo della cosiddetta “Luna orbitale”: si tratta di un sistema brevettato dalla Maison che consente di visualizzare in modo innovativo le fasi lunari: a ore 6 è posizionato, al posto di un sotto contatore, un piccolo globo terrestre fisso, attorno al quale ruota la luna.
Nel 2019 l’azienda passa di proprietà all'azienda storica Century e la sede da Tramelan, già luogo si produzione di Armand Nicolet e Nitella, viene spostata a Nidau. Nel 2021 viene intrapreso un “nuovo corso” per la casa svizzera che cambia logo e stile. A catalogo sono ancora rimasti gli orologi realizzati sotto la vecchia gestione, inseriti ora nella "Tramelan Collection" (l'unico modello presente in questa collezione è il Magellan Orbital Moon: un orologio al quarzo con calendario completo e inusuale visualizzazione delle fasi lunari, con la luna che ruota attorno alla miniaturizzazione della terra ad ore sei). I nuovi modelli sono dotati di una nuova cassa che sembra essere realizzata in più pezzi, e che gioca sull'alternanza delle superfici piene e vuote tra la carrure e le anse. Inoltre diverse linee (come la Unity e la Origin) sono arricchite da quattro viti a testa cava esagonale alle estremità della cassa. La Unity è la linea di modelli più caratteristica anche grazie a vari esemplari complicati (come le fasi lunari) o dotati di particolari finiture (come l'Auguste Reymond Origin Lunar il cui quadrante simula la superficie lunare). A questi modelli si affianca anche la collezione Heritage 1898.
Nel 2023 viene celebrato il centoventicinquesimo compleanno dell'azienda con un modello a carica manuale dotato di una scheletratura piuttosto estrema fornito dall'azienda elvetica Unitas (parte di ETA e quindi dello Swatch Group).